# Low Birker Tarn
Der Low Birker Tarn ist ein See im Lake District, Cumbria, England.
Der Low Birker Tarn liegt am Birker Fell in Eskdale. Der See hat keinen erkennbaren Zufluss. Sein Abfluss an der Südseite mündet in den Low Birker Pool.